# Lenguas tor-kwerba
Las lenguas tor-kwerba son una subfamilia de lenguas papúes propuesta en 2005 por Malcolm Ross. Previamente estas lenguas habían sido clasificadas por Stephen Wurm en 1975 como parte de las lenguas trans-neoguineanas, ni tampoco había considerado que el tor-orya y el kwerba-mawes formaron un grupo filogenético dentro de esa familia (y seguía manteniendo al kwerba como una familia emparentada con el dani, como en la propuesta de Capell de 1962).

## Clasificación
El parentesco filogenético interno de las familias tor-orya y kwerba está bien demostrado. El parentesco propuesto entre las dos familias y un par de lenguas independientes incluidas en el grupo es más dudoso y con la evidencia disponible solo es una hipótesis prometedora.
|  | Orya (Uria) |
|  | |
|  | Familia tor-orya: Berik, Bonerif, Dabe-Keijar-Betaf, Itik, Jofotek-Bromnya, Kwesten, Kwinsu, Mander, Maremgi (Dineor), Vitou, Wares |
|  | |
|  | ? Sause |
|  | |

|                | Mawes |
|                | |
| Familia kwerba | \| \| Airoran-Samarokena: Airoran, Samarokena \| \| \| \| \| \| Kwerba nuclear: Bagusa, Kwerba (Sasawa), Trimuris, Kauwera, Kwerba del Mamberamo. \| \| \| \| |
|                | \| \| Airoran-Samarokena: Airoran, Samarokena \| \| \| \| \| \| Kwerba nuclear: Bagusa, Kwerba (Sasawa), Trimuris, Kauwera, Kwerba del Mamberamo. \| \| \| \| |
|                | ? Isirawa |
|                | |
|                | Airoran-Samarokena: Airoran, Samarokena |
|                | |
|                | Kwerba nuclear: Bagusa, Kwerba (Sasawa), Trimuris, Kauwera, Kwerba del Mamberamo.                                                                             |
|                | |

|  | Airoran-Samarokena: Airoran, Samarokena                                           |
|  |                                                                                   |
|  | Kwerba nuclear: Bagusa, Kwerba (Sasawa), Trimuris, Kauwera, Kwerba del Mamberamo. |
|  |                                                                                   |

|  | Orya (Uria) |
|  | |
|  | Familia tor-orya: Berik, Bonerif, Dabe-Keijar-Betaf, Itik, Jofotek-Bromnya, Kwesten, Kwinsu, Mander, Maremgi (Dineor), Vitou, Wares |
|  | |
|  | ? Sause |
|  | |

|                | Mawes |
|                | |
| Familia kwerba | \| \| Airoran-Samarokena: Airoran, Samarokena \| \| \| \| \| \| Kwerba nuclear: Bagusa, Kwerba (Sasawa), Trimuris, Kauwera, Kwerba del Mamberamo. \| \| \| \| |
|                | \| \| Airoran-Samarokena: Airoran, Samarokena \| \| \| \| \| \| Kwerba nuclear: Bagusa, Kwerba (Sasawa), Trimuris, Kauwera, Kwerba del Mamberamo. \| \| \| \| |
|                | ? Isirawa |
|                | |
|                | Airoran-Samarokena: Airoran, Samarokena |
|                | |
|                | Kwerba nuclear: Bagusa, Kwerba (Sasawa), Trimuris, Kauwera, Kwerba del Mamberamo.                                                                             |
|                | |

|  | Airoran-Samarokena: Airoran, Samarokena                                           |
|  |                                                                                   |
|  | Kwerba nuclear: Bagusa, Kwerba (Sasawa), Trimuris, Kauwera, Kwerba del Mamberamo. |
|  |                                                                                   |

En otras clasificaciones anteriores el sause se había incluido con estas lenguas, pero su clasificación es incierta, y su problema no es tratado en Ross (2005). Ethnologue (2009) lo mantiene como una tercera rama de la familia tor-orya, al igual que mantiene el isirawa como una tercera rama del macro-kwerba.

## Comparación léxica
Los numerales en diferentes lenguas tor-kwerba son:
| GLOSA | Tor-Orya     | Tor-Orya           | Macro-kwerba      | Macro-kwerba        | PROTO-TOR- KWERBA |
| GLOSA | PROTO- TOR   | PROTO- TOR-ORYA    | PROTO- KWERBA     | PROTO-MACRO- KWERBA | PROTO-TOR- KWERBA |
| ----- | ------------ | ------------------ | ----------------- | ------------------- | ----------------- |
| '1'   | *aɸa(-te)-na | *aɸa(-te)-na       | *apəri            |                     | *apə-             |
| '2'   | *nawera      | *naw(r)-/ *dan-    | *inin / *nanuma-  | *nap-               | *nap-             |
| '3'   | *naw-        |                    | *isin             |                     |                   |
| '4'   | *nawe-nawe   |                    |                   |                     |                   |
| '5'   | *(aɸa) tɛɸa- | *(aɸa) tɛɸa-       | *ma-ten / *wənab- | *-ten / *wənab-     | *te-(?)           |
| '6'   | *5 + 1       | *5 + 1             | *5 + 1            | *5 + 1              | *5 + 1            |
| '7'   | *5 + 2       | *5 + 2             | *5 + 2            | *5 + 2              | *5 + 2            |
| '8'   | *5 + 3       | *5 + 3             | *5 + 3            | *5 + 3              | *5 + 3            |
| '9'   | *5 + 4       | *5 + 4             | *5 + 4            | *5 + 4              | *5 + 4            |
| '10'  | *nawe-tɛɸa   | *dan-(X-)tɛɸa- (?) | *5 + 5            | *5 + 5              |                   |